# Sfântul Valentin
Sfântul Valentin din Terni (n. 175 d.Hr., Terni, Italia – d. 14 februarie 273 d.Hr., Roma, Imperiul Roman) este un martir declarat ca sfânt al creștinilor romano-catolici, care a trăit în secolul III, fiind episcop în Interamna (azi: Terni, Italia).

## Identificare
Sfântul Valentin nu apare în cea mai veche listă a martirilor romani, Cronografia din 354, deși patronul compilării Cronografiei era un creștin bogat numit Valentinus. Totuși, se găsește în Martyrologium Hieronymianum, care a fost compilat între 460 și 544 din surse locale anterioare. Sărbătoarea Sfântului Valentin din 14 februarie a fost înființată pentru prima dată în anul 496 de către Papa Gelasius I, care a inclus pe Valentin printre acei "... ale căror nume sunt cinstiți în rândul oamenilor, dar ale căror fapte sunt cunoscute numai de Dumnezeu". După cum presupune Gelasius, nimic despre viața lui nu era cunoscut.

După legendă el ar fi cununat un păgân cu o creștină, dăruia tinerilor îndrăgostiți flori din grădina lui și a vindecat bolnavi. A fost învinuit de „cununare religioasă” a perechilor de îndrăgostiți, în ciuda poruncii împăratului roman Claudiu al II-lea (268-270). De aceea, a fost condamnat la moarte și executat pe 14 februarie 269, din cauza credinței lui. 
Azi, Valentin este considerat patronul protector al îndrăgostiților. În cinstea Sfântului Valentin, în Statele Unite și mai nou și în statele europene, se fac petreceri și baluri. Îndrăgostiții își fac cadouri. În calendarul ortodox sfântul Valentin este sărbătorit pe 30 iulie.

## Identificare craniofacială

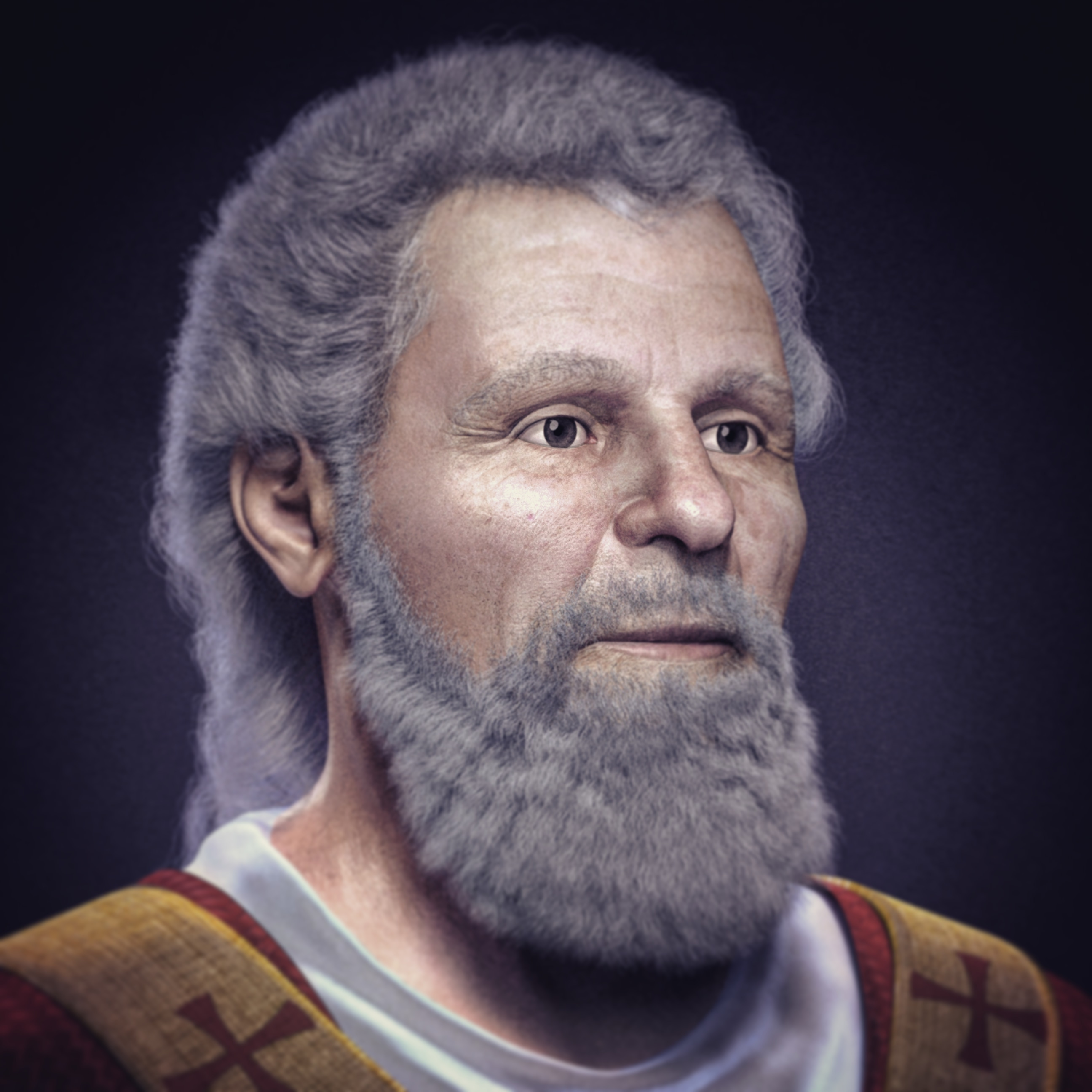
Identificare craniofacială

În februarie 2017, chipul Sfântului Valentin a fost reconstruit de designerul 3D Cicero Moraes folosind craniul din Biserica Santa Maria din Cosmedin din Roma.